# Тріадна група

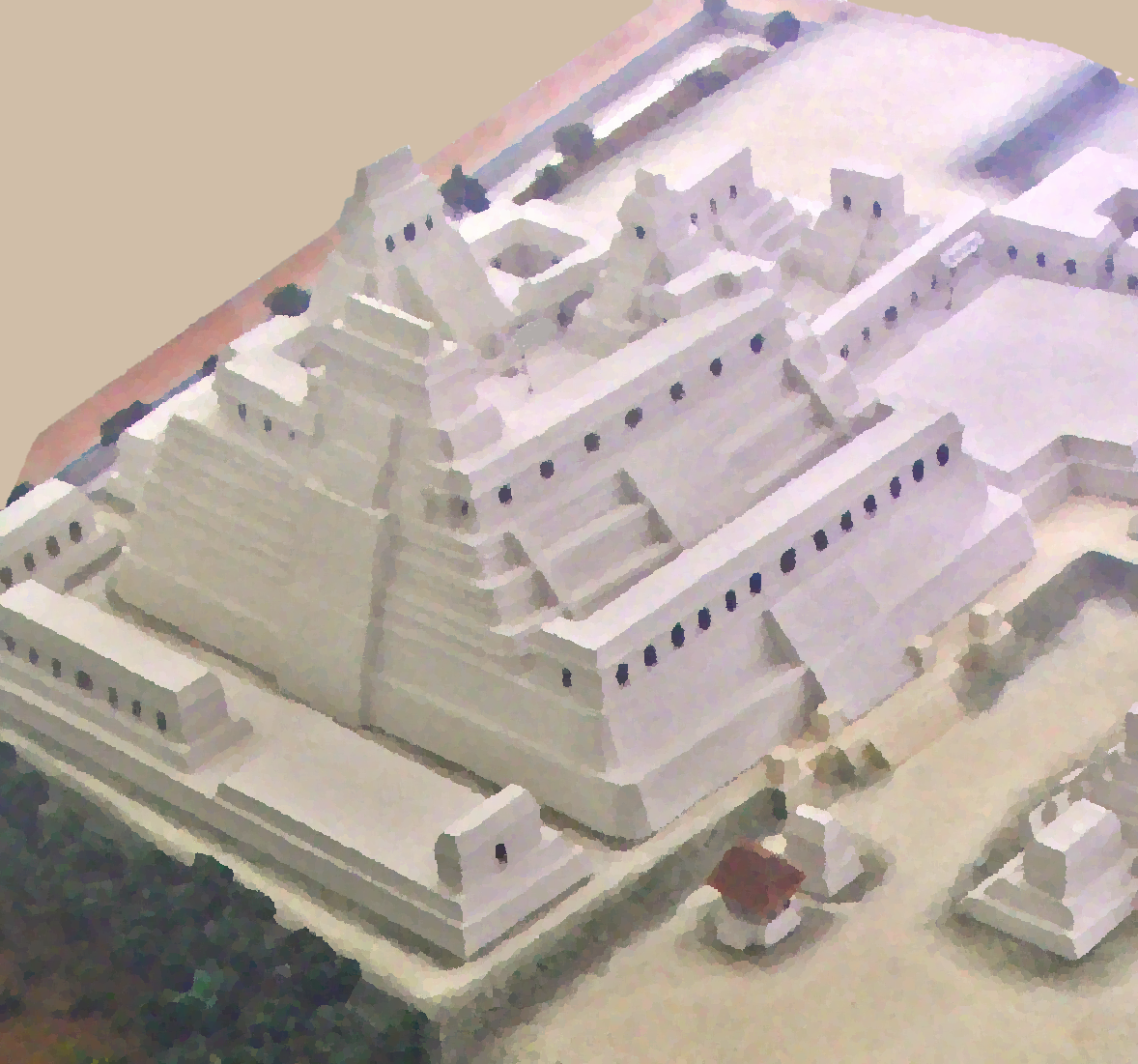
Тріадна група. Макет

Тріадна група — одна з основ архітектури мая. Основи її закладені у докласичний період. Розвиток застосування цього комплекса набуло у класичний період мая.

## Історія
Перші відомі комплекси датуються кінцем докласичного періодом. До них належать архітектурні групи в Ель-Мірадорі, Накба, Сівале, Тікалі, Вашактуні, Караколі, Серрос, Ламанай, Цибільчальтуна. На території деяких пам'ятників зафіксовано кілька тріадних групи, а в найбільшому доклассическая центрі мая — Ель Мірадорі — виявлено 15 подібних ансамблів. В Ель-Мірадорі також знаходиться найбільший з відомих на сьогодні тріадний комплекс, загальна висота якого від оснвои платформи до вершини головного храму становить 73 м, при тому максимальній довжині нижнього ярусу акрополя дорівнює 600 м.
Архітектурна традиція зведення тріадних комплексів зберігається в класичний період. Найбільш відомий класичний приклад — «Група хреста» в Паленці, що датується кінцем VII ст. н. е. При цьому докласичні ансамблі продовжують залишатися найважливішим культовим місцем, час від часу оновлюються, а іноді, як, наприклад, у випадку з тріадним акрополем В-5 в Наранхо, значно перебудовуються, перетворюючись в палацові комплекси. Іноді тріадні акрополі використовувалися як царське поховання. Так, великим некрополем дакласичних й ранньокласичних ахавів став Північний акрополь Тікаля.
Така концепція тріадності в архітектурі мая збереглася в післякласичний період, навіть до часу прибуття сюди іспанських конкістадорів. Про це свідчать дослідження міст та поселень в Лакандоні. Також яскравим прикладом є комплекс у Гумаркаху.

## Властивості
Складалася з трьох храмових будівель, розташованих з трьох сторін прямокутної площі. Відповідно до найбільш поширеної гіпотези, згідно з якою храми триадной групи є символічним втіленням місця трьох Перших Каменів — міфологічного першого вогнища, викладеного богами в день створення світу. Відповідно до іншої теорії, що спирається на настінні розписи в картушах з Бонампака, іконографії різьблених кісток з гробниці Хасав-Чан-К'авіля (Тікаль) і ієрогліфічний текст на стелі 3 з Кіріґуа, тріадність є земним відображенням сузір'я Оріона, що сприймався давніми мая як небесна черепаха.

### Типи
Тріадні комплекси умовно поділяють на два типи — прості тріадні групи і тріадні «акрополі». Останні відрізняються від перших тим, що розташовані на штучному або природному узвишші. У більшості випадків головний храм комплексу знаходився на східній стороні площі і був орієнтований фасадом на захід, в той час як північний і південний храми, меншого розміру, були повернені «обличчям» до площі.
Рідше зустрічається дещо інша конфігурація — основний храм зводився на півночі групи, в той час як два інших храму розташовувалися з західної та східної сторони площі, при цьому фасади усіх трьох храмів були орієнтовані «всередину», тобто на площу.
В окремих випадках тріадні групи могли утворювати більш складні архітектурні форми, будучи інтегровані в інші типи комплексів. Але натепер відомо лише про один подібний випадок — Сівальская група I, споруджена одночасно або незабаром після зведення центральної Е-групи, що була розташована таким чином, що при обсервації з західної піраміди центральний храм (як і центральний храм Е-групи) відмічав лінію рівнодення. В той же час північний храм тріадного комплексу знаходився на лінії зеніту (10 травня і 3 серпня), а південний — на лінії надіру (1 лютого і 10 листопада).